# 湯田ダム
湯田ダム（ゆだダム）は、岩手県和賀郡西和賀町杉名畑、一級河川・北上川水系和賀川に建設されたダムである。
国土交通省東北地方整備局が管理する特定多目的ダムで、北上特定地域総合開発計画（KVA）に基づき計画された「北上川五大ダム」の第三番手として計画・建設された。堤高89.5メートル、型式は全国に12基しか存在しない重力式アーチダムで、東北地方では唯一の存在である。水没住民との補償交渉が難航した初期事例としても知られている。ダム湖は錦秋湖（きんしゅうこ）と呼ばれ、北上川水系では田瀬湖に次ぐ大規模な人造湖であり、観光地でもある。

## 沿革
岩手県・宮城県を流れる東北第一の大河川・北上川は一関市付近で急激に川幅が狭くなる。このため一関市より上流部では大雨が降ると度々洪水の被害を受けていた。根本的な解決は川幅の拡張であるが、約18キロメートルにも及ぶ狭窄部の開削は技術的に不可能であり、これに代わる対策が必要であった。当時河川行政を管轄していた内務省は、1926年（大正15年・昭和元年）に東京帝国大学教授・内務省土木試験所長の職にあった物部長穂が発表した「河水統制計画案」を採用し、従来多様な事業者が別個に行っていた治水と利水を一元的に開発するという河川総合開発事業を強力に推進しようとしていた。
日本全国64河川がその対象となったが、北上川についてもその対象河川となり1938年（昭和13年）、北上川上流改修計画が内務省によって策定された。これは北上川本流と岩手県内における主要な支流である雫石川（しずくいしかわ）・猿ヶ石川（さるがいしかわ）・和賀川・胆沢川（いさわがわ）の五河川に治水と利水の目的を併設した多目的ダムを建設し、北上川の洪水調節を図ろうとするものである。これが北上川五大ダムであり、渋民村地点（北上川）・御所村地点（雫石川）・田瀬地点（猿ヶ石川）・尿前地点（胆沢川）にダム建設が計画され、1941年（昭和16年）に猿ヶ石堰堤（後の田瀬ダム）が田瀬地点に建設を開始した。和賀川については湯田村（西和賀町の前身である湯田町の前身）湯の沢地点にダム計画が進められたが、第二次世界大戦の激化で中断を余儀無くされた。
終戦後、計画は再開され高さ87.5メートルの重力式コンクリートダムとして骨格が次第に固まっていった。ところが1947年（昭和22年）9月のカスリーン台風と、翌1948年（昭和23年）9月のアイオン台風という二つの台風が北上川水系に致命的な被害をもたらし、従来の治水計画は根本的な変更を迫られることとなった。当時全国的に水害が頻発していたが、これが日本の戦後経済復興に重大な影響を及ぼすことに懸念を示した経済安定本部は治水調査会の答申を受け、1949年（昭和24年）に「河川改訂改修計画」を発表。北上川を始め全国主要10河川に多目的ダムを柱とした治水対策を行う方針とした。これに伴い北上川上流改修計画もアイオン台風時の洪水を基準とした河川改修を目指すことになり、五大ダムの位置・規模変更と舞川遊水地計画の新規計上を基幹とした北上川上流改訂改修計画を策定した。この際に湯田ダムの位置も当初計画から下流約13キロメートルの現地点へと変更された。
さらに戦後経済復興の要である電源開発と農地開発を推進し、経済成長を軌道に乗せるため河川総合開発事業を有効利用すべく第3次吉田内閣は1950年（昭和25年）国土総合開発法を成立させた。そして全国22地域を対象にしてアメリカのTVAを手本とした総合開発計画・「特定地域総合開発計画」事業を立ち上げた。北上川流域も北上特定地域総合開発計画（KVA）として岩手・宮城両県をまたぎ鳴瀬川水系を加えた大規模な総合開発計画地域に指定され、北上川五大ダムはその根幹事業に位置付けられた。また、この五大ダムは2021年に「北上川上流総合開発ダム群」として、土木学会選奨土木遺産に選ばれる。
すでに胆沢川の石淵ダムがほぼ完成し、猿ヶ石川の田瀬ダムが建設の最盛期を迎えていた1953年（昭和28年）に湯田ダムは北上川五大ダムの第三番手として着工したのである。

## 補償
1953年より実施計画調査に着手したが、ダム建設に伴い湯田村中心部が水没することで反対運動は強く困難を極めた。湯田ダムが完成すると湯田村の中心部が水没する。水没対象となるのは湯田村川尻・大石・大荒沢の三集落、民家405戸・622世帯・3,200人でこれは小河内村（現在の奥多摩町）全村が水没した東京都の小河内ダム（多摩川。奥多摩湖）の945世帯に次ぐ全国最大級の水没世帯数となるからである。これに加え水田63ヘクタール、畑地57ヘクタールといった農地、国道107号線約13キロメートル区間と村道約22.5キロメートル区間、国鉄横黒線（現在のJR北上線）大荒沢駅・陸中大石駅・陸中川尻駅の三駅と15.3営業キロメートル区間、鉱山13ヶ所そして水力発電所2ヶ所及び発電用ダム1基が水没するという大規模かつ複雑な水没物件となる。このため補償交渉は村民・国鉄・鉱業権所有者・山林所有者・水利権所有者と多岐にわたるものであった。
約3年間、全くの膠着状態が続いた。この時期は田子倉ダム補償事件を始めダム建設に伴う水没地域問題がクローズアップされており、全国屈指の補償問題となった湯田ダムは新聞などで報道がなされ注目された。事業の早期進捗を願う事業者の建設省は度々住民団体と交渉を進めたが、生活基盤が完全に喪失することを懸念する住民との溝はなかなか埋まらなかった。事態が動き出したのは1956年（昭和31年）9月のことで、建設省は水没補償基準を発表したのと同時に補償方針を定めた「湯田ダム水没者更生大綱」を発表。水没対象者の生活再建について最大限住民の要望に沿った形で進める旨を示したのである。これに対し水没者側では翌1957年（昭和32年）5月に開催された湯田村ダム水没者大会において「大綱」に応じ、補償基準の妥結を決議した。住民側の大多数は家屋現物補償による村内近隣への集団移転を要求、建設省もこれに応じダム水没予定地上流部の湯田村館・上野々・耳取の三地域を移転地として計4万坪の宅地造成を行った。この移転地は生活道路・上水道・電気といったインフラが完備されたものであり、1963年（昭和38年）頃にはほぼ移転を完了した。
国道107号付け替えについてはダム水没予定地の北岸に道路を新設。国鉄横黒線付替えについては国鉄との合意で1959年（昭和34年）8月より付け替え工事に入り、ダム水没予定地の南岸に路線を新設すると同時に陸中川尻駅を水没予定地西端に、陸中大石駅を南岸にそれぞれ移転。さらに下流にある和賀仙人駅も移転させてルートを付替えた。大荒沢駅については大荒沢信号場に格下げし、1970年（昭和45年）廃止された。鉱業権補償については湯田村が東北有数の鉱産地であったこともあり難航、鉱産物内容の評価鑑定によって補償を行う方針とし東京大学や東北大学から専門家を招聘し鑑定を行った上で補償を行った。水力発電所の補償については、東北電気製鉄（現在の東北水力地熱）が所有する発電用の大荒沢ダム（重力式・26.0メートル）と出力15,500キロワットの発電所が水没することから、代替補償として湯田ダムを取水口とした和賀川発電所（後述）を建設することで妥結した。
こうしてダムによる水没補償は1960年代には概ね解決したが、その後の水源地域対策特別措置法制定（1973年）を始めダム事業において多大な影響を与えた補償交渉となった。北上川流域全体の治水・利水のため3,200人に及ぶ関係者の協力の上に成り立った事業ともいえる。

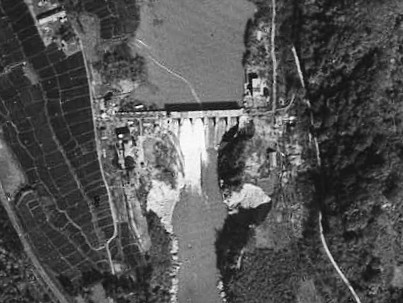
水没した大荒沢ダム
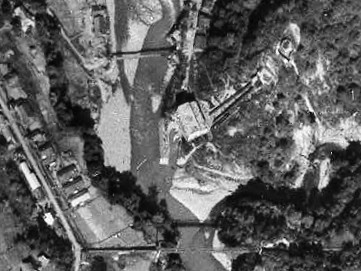
大荒沢ダム水没に伴い廃止された和賀川発電所

## 目的

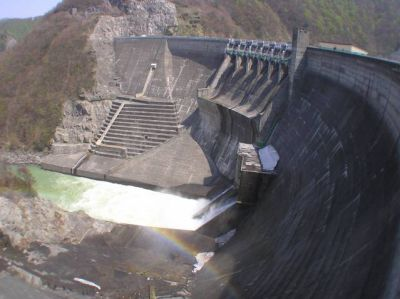
放流中の湯田ダム

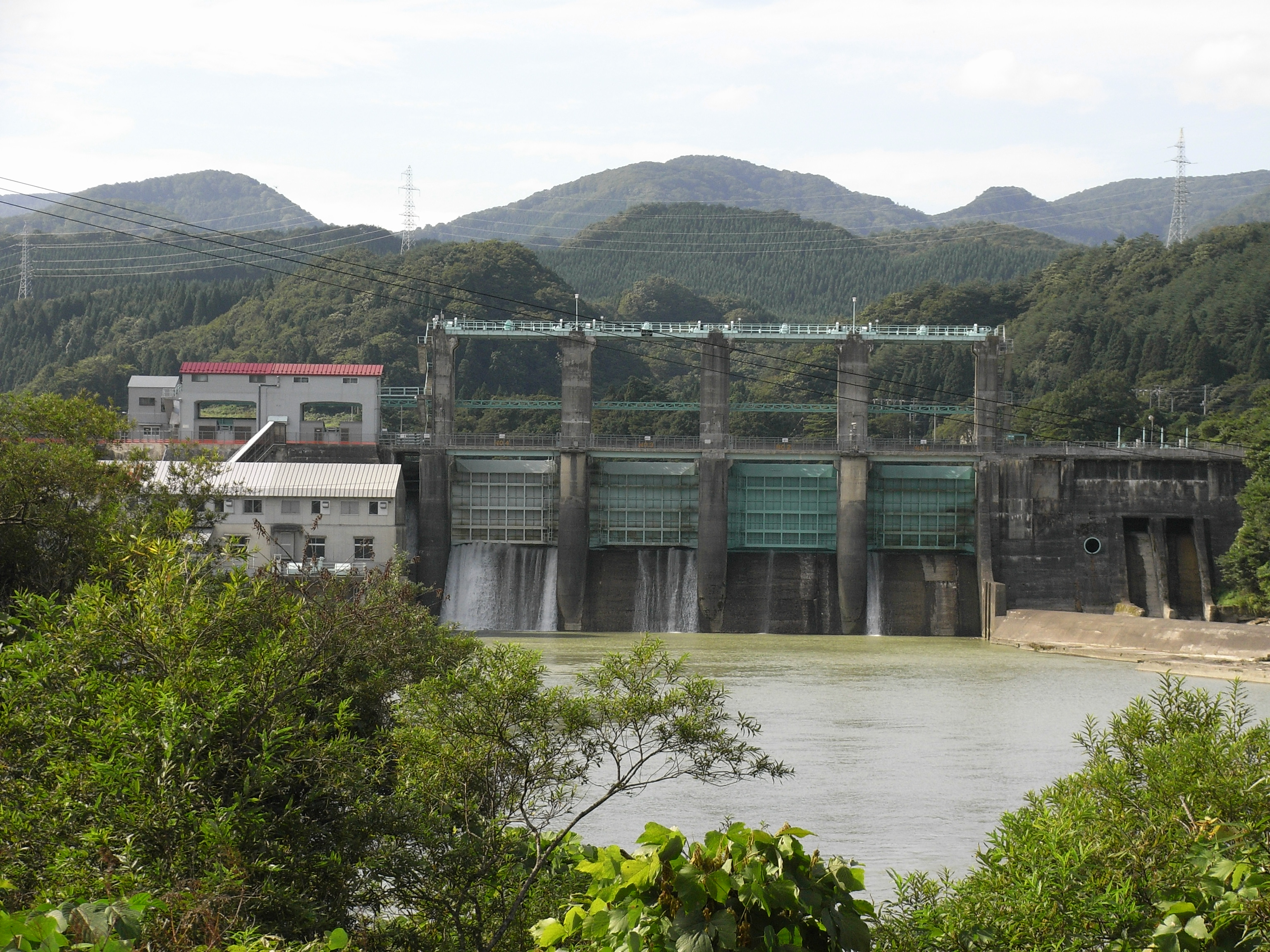
湯田ダム下流にある石羽根ダム。日本初のコンバインダムでもある。

ダムは当初重力式コンクリートダムとして計画された。しかしダム地点の基礎地盤が花崗岩で堅固であることにより工事費節減の観点からコンクリート量を少なくできるアーチ式コンクリートダムに変更された。ところが鉱床帯や断層の存在によって岩盤が比較的堅固ではないことが判明、洪水時の水圧や地震に対する耐久性を強化するため重力式アーチダムに変更された。重力式アーチダムとは重力式とアーチ式の両者の特性を兼備した型式で、ダム両側の岩盤とダム自体の体積によって水圧を支える構造を持つ。財団法人日本ダム協会の調べによればこの型式は日本全国に12基しか存在せず、その内数基は単なる曲線重力式コンクリートダムという見解もあり、極めて希少な型式である。工事は困難を極め、鉱山に使用された多数の坑道処理のほか1960年（昭和35年）には新たな断層帯が発見されその処理に時間を費やし、翌1961年（昭和36年）には右岸部岩盤の陥没事故が起きるなど工事は長期化を余儀無くされた。こうした難工事を経て1965年（昭和40年）には試験的に貯水を行ってダム及びダム湖沿岸の岩盤に対する安全性を確認する「試験湛水」（しけんたんすい）を実施、安全性が確認されたため同年に完成した。構想発表から実に27年、着工から12年という長い期間を費やしての完成であった。
目的は洪水調節と不特定利水、及び水力発電の三つである。洪水調節についてはカスリーン台風時の洪水を基準として、毎秒2,200トンの洪水をダムにおいて毎秒1,800トン分カットし、下流には毎秒400トンを放流する。さらに北上川上流部の四十四田ダム（北上川）・御所ダム（雫石川）・田瀬ダム（猿ヶ石川）と連携して北上川合流点で毎秒3,000トンの洪水量を毎秒1,500トンに半減させる。これら洪水調節操作は盛岡市の四十四田ダムにある国土交通省東北地方整備局・北上川ダム統合管理事務所によって集中的かつ効率的に管理されている。不特定利水については北上市・花巻市・西和賀町・胆沢郡金ケ崎町の四市町にまたがる約2,700ヘクタールの農地に対し、農繁期に最大毎秒8トンの慣行水利権分の農業用水を補給する。そして水力発電については岩手県による県営の仙人発電所によって常時7,600キロワット、最大37,600キロワットの発電を行う他、東北水力地熱株式会社（旧・日本重化学株式会社）による和賀川発電所において常時4,700キロワット、最大15,500キロワットを発電する。東北水力地熱は下流に石羽根ダムを既に1953年（昭和28年）完成させており、和賀川を利用した水力発電を行っている。なお石羽根ダムは日本で最初に完成したコンバインダムでもある。

## 錦秋湖

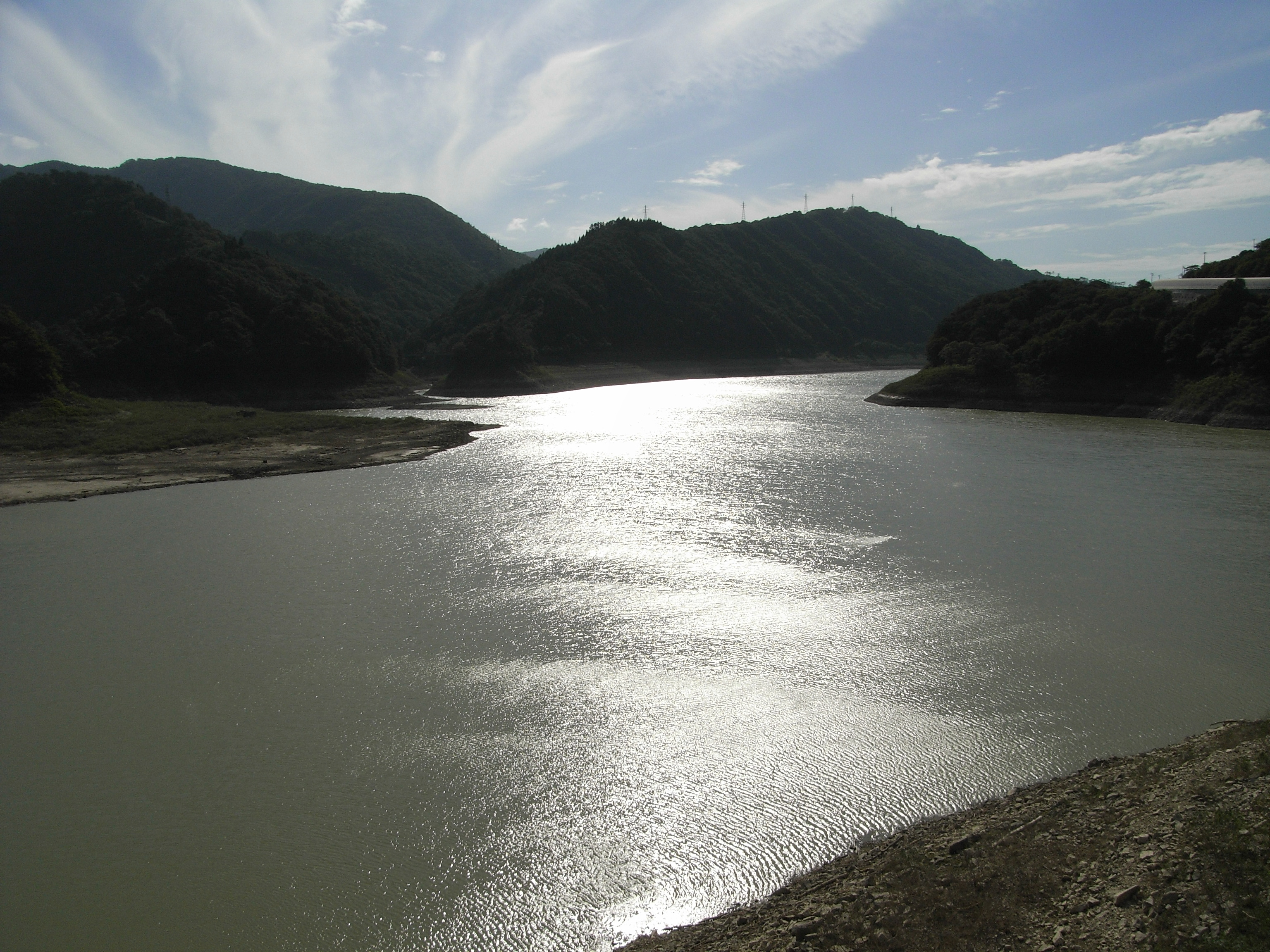
錦秋湖

湯田ダムによって形成された人造湖は錦秋湖（きんしゅうこ）と命名された。東西に横長の形をしており、上流部と下流部を狭窄部が分ける独特の形をしている。総貯水容量は約1億1,460万トンで北上川水系では田瀬湖に次ぐ規模を誇る。
周辺は湯田温泉峡県立自然公園に指定されており、その名の通り秋には湖周辺を紅葉が彩り、絶景を見せる。また春の新緑も美しい光景である。錦秋湖にはオオタカ・タカ・イヌワシ・ヤマセミ・カワセミを始めオオハクチョウやカモ類の渡り鳥など多くの鳥類が生息・飛来し、四季によって様々なバードウォッチングが可能である。またサクラマス・ヤマメ・イワナ・アユ・ウグイなどバラエティに富んだ魚類が棲息し、釣り客も多く訪れる。
西和賀町は旧湯田町の時代から錦秋湖を利用した観光に力を入れていたが、1994年（平成6年）に当時の建設省が湯田ダムを「地域に開かれたダム」事業の指定ダムとしたことから錦秋湖周辺の環境整備が加速した。錦秋湖を三エリアに分けて湖面を一般市民に有効利用してもらう方針を立てたが、上流部（湯田貯砂ダムより上流）をカヌー・ラフティングエリア、中流部（JR北上線鉄橋~錦秋湖大沼公園付近）を水上バイクエリア、下流部（錦秋湖大沼公園付近~進入禁止区域境界）をウィンドサーフィンとカヌー・ラフティング共有エリアとし、安全かつ安心してウォータースポーツが行えるように錦秋湖を開放した。これにより多くの観光客がウォータースポーツを楽しむスポットとなっている。貯砂ダム付近には錦秋湖川尻総合公園を整備、野球場やテニスコートなどスポーツが楽しめる場所も完備している。上流には湯田温泉郷もあり温泉が湖周辺には多い。
また錦秋湖を活用したイベントも行われており、1980年（昭和55年）から毎年5月に行われている「錦秋湖湖水祭り」では夜の水上花火大会を始め多くのイベントが開催され、それに続いて翌日には「河北新報錦秋湖マラソン大会」が開催される。湖岸30キロメートルのマラソンコースは日本陸連公認コースとなっており、毎年2,000人以上のランナーが健脚を競う。また7月には西和賀町主催の「錦秋湖畔ステージこけらおとし」が行われ、蒸気機関車の運行やボートレースが開催される他、和太鼓などの郷土芸能も披露される。下旬には水源地見学ツアーが開催され、普段は見ることができないダム内部や仙人・和賀川両発電所の見学が催される。この他総合学習や社会科見学の一環として近隣の小学校・中学校・高等学校の児童・生徒がダムを訪問する。湯田ダム傍にある「きんしゅう湖ものしり館」は入場無料であり、湯田ダムの歴史や役割を学ぶことが出来る。特にここには完成以来一度も使用されたことがない湯田ダムの非常用洪水吐き6門から勢い良く放流している写真が展示されており、貴重である。
2005年（平成17年）には西和賀町の推薦によって財団法人ダム水源地環境整備センターが選定するダム湖百選にも選ばれた。全国2,700箇所のダムの中で選ばれた68ダムの中の一つであり、北上川水系では御所湖、岩洞湖、田瀬湖と共に選ばれている。

### 湯田貯砂ダム

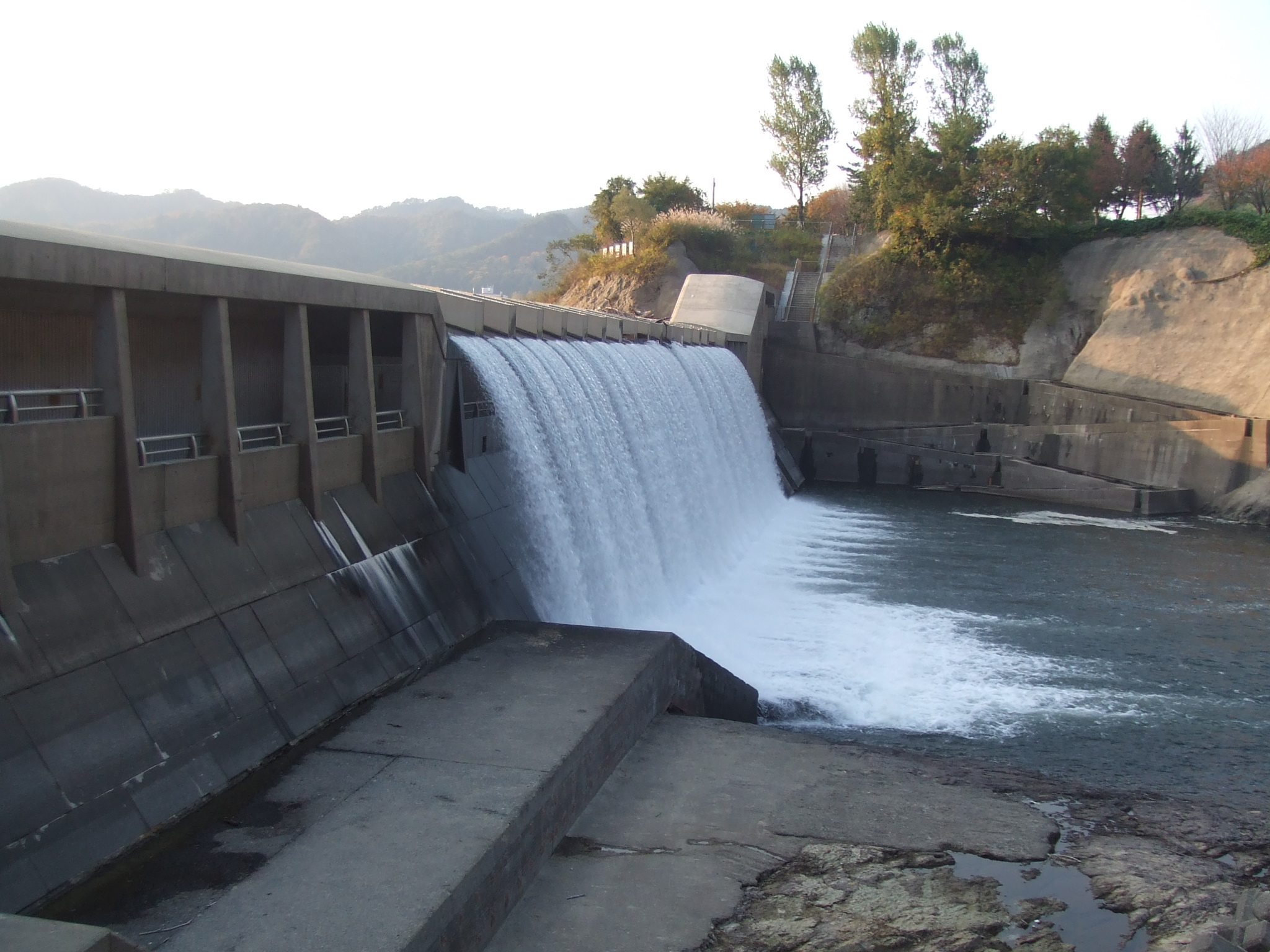
湯田貯砂ダム

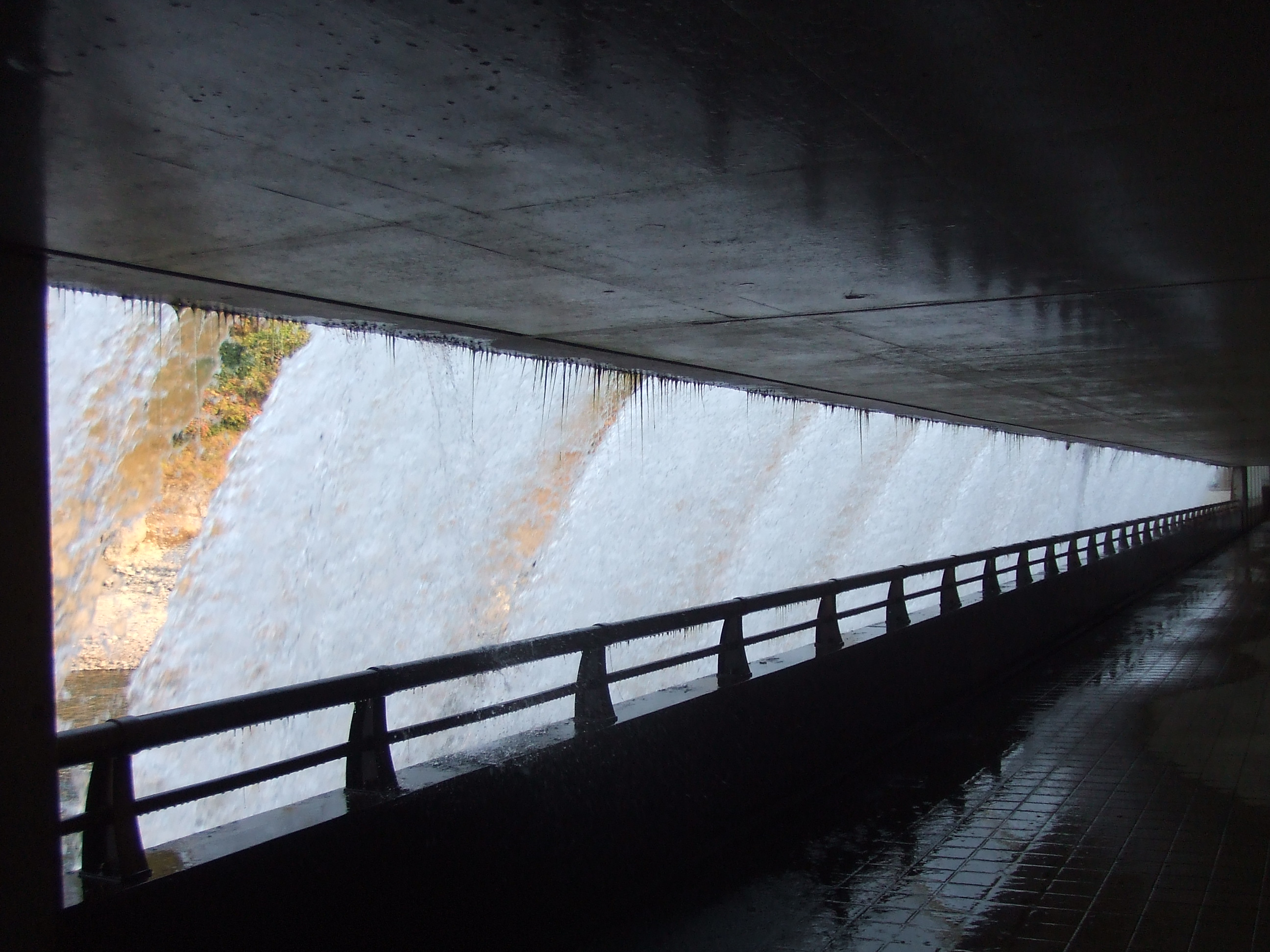
湯田貯砂ダムの内部。流れ落ちる水流を裏から見ることができる

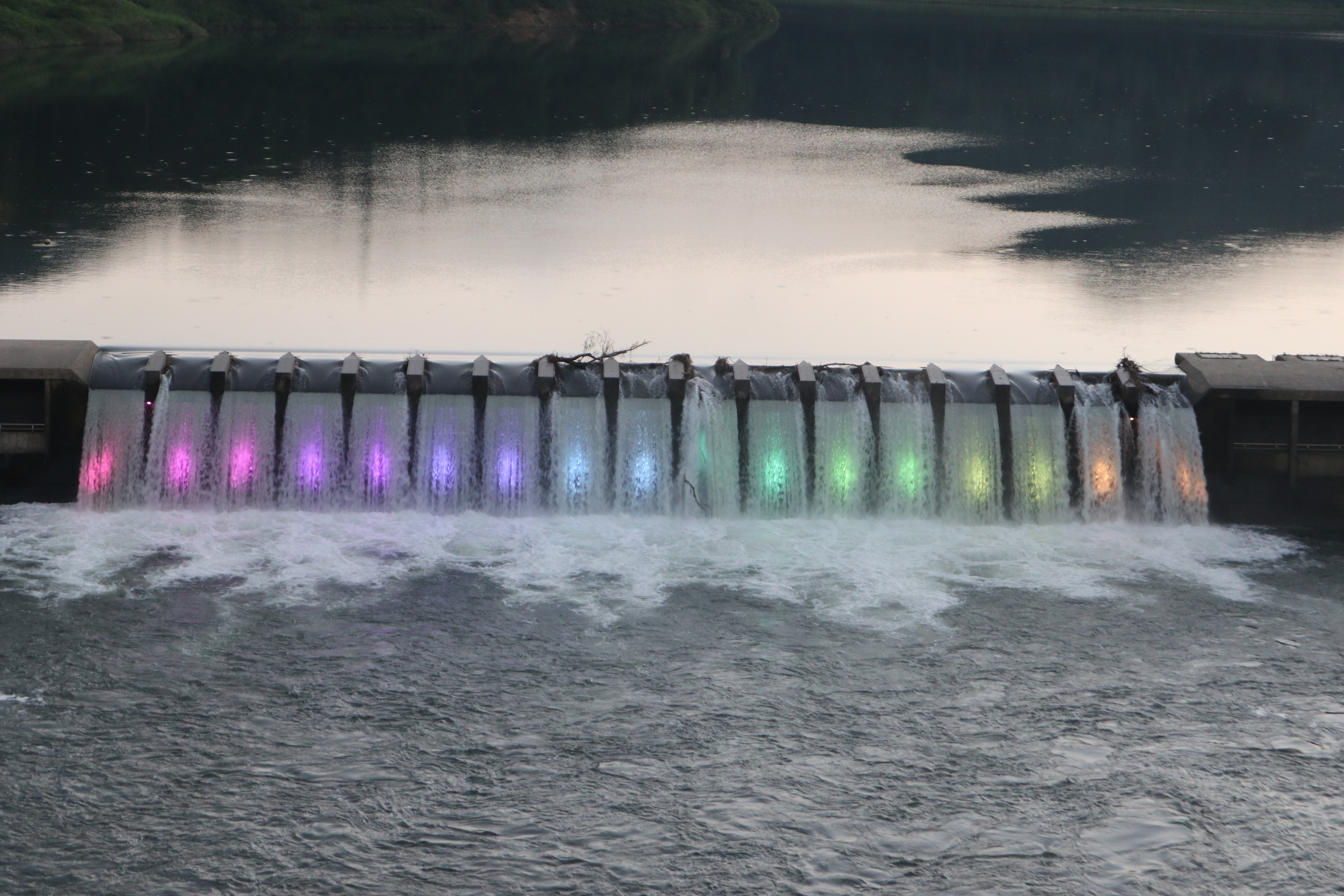
錦秋湖大滝ライトアップ

ダムは完成以来目的に沿って稼働している。だがダムの目的を阻害する重要な問題として堆砂（たいさ）がある。堆砂とはダム湖に上流から流れてきた土砂が貯まることであるが、洪水調節を目的とする多目的ダムや治水ダムの場合、過度に砂が貯まると計画された洪水量を貯水できなくなるという弊害が起こりかねない。湯田ダムの場合は現状として当初の目測通りの堆砂進行率であるが、上流部の山腹崩落が進んでいることもあり、今後中長期的には堆砂のスピードが速まるという懸念もあった。
このためダムを管理する建設省は上流部で砂を堰き止めて錦秋湖内の堆砂を防除することを目的に1997年（平成9年）より「湯田ダム貯水池保全事業」の一環として錦秋湖上流部、川尻地点の狭窄部入り口付近に砂を溜めるための貯砂ダム（ちょさダム）を建設することを決め、5年の歳月を掛けて2002年（平成14年）10月に完成させた。これが湯田貯砂ダム（ゆだちょさダム）である。
ダムの目的は上流から流れてくる砂を貯め込んで堆砂を防ぐことを最大の目的としており、砂防堰堤と同様の役割を果たす。だが湯田貯砂ダムの場合は普通の砂防ダムと異なり、ダム内部に通路を設けて一般人の自由な往来が可能な構造となっている。砂防ダム・貯砂ダムでは堤体上部から水を越流させる構造が一般的であり、人は通行できない。だが周辺には錦秋湖川尻総合公園があり、サイクリング・ハイキングコースもあるためこれらとの整合性を図る必要性があった。そこで建設省はダム内部をくり抜いて通路とし、その分上流面に厚くコンクリートを打設することで強度を保ち、かつ一般の通行を妨げない方法を採った。
こうして日本でもまれな堤体内部を通行できる貯砂ダムが完成した。通路からは上から流れ落ちる様を裏から見学することができる。さながら裏見の滝である。2014年（平成26年）にはこの貯砂ダムに錦秋湖大滝という愛称が与えられた。内部は水流のために常に涼しく、夏には格好の避暑スポットにもなる。またダム完成によって従来余り水の貯まらなかった錦秋湖上部も安定した水量・水位が確保出来るようになり、周辺環境やカヌー・ラフティングにも好影響を与えている。貯砂ダムの通行時間は9:00 - 17:00の間であり、洪水の際には通行止めになる。

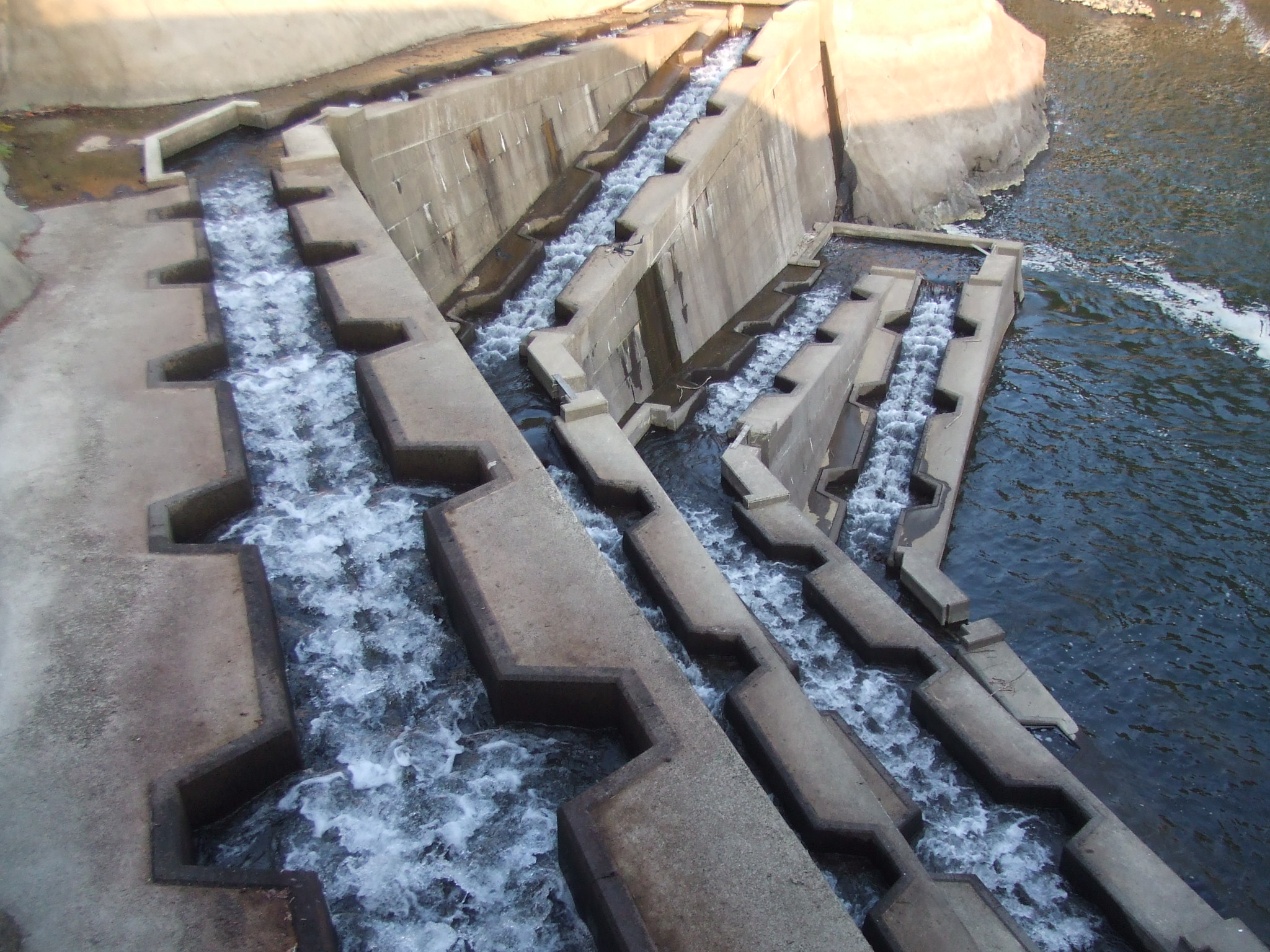
湯田貯砂ダムの魚道

## アクセス
湯田ダム・錦秋湖へは公共交通機関ではJR東北本線・北上駅からJR北上線に乗り換え、ゆだ錦秋湖駅またはほっとゆだ駅で下車する。ダム自体は和賀仙人駅からが近いがここで下車するとスノーシェッドで覆われたカーブの多い国道107号の急坂を3キロメートル近く登らなくてはならず、交通量も多いため推奨はできない。湯田貯砂ダムへはほっとゆだ駅が近いが、このほっとゆだ駅は旧陸中川尻駅が名称変更したもので駅舎の中に温泉がある全国でも珍しい駅である。かつては旧陸中大石駅から改称したゆだ錦秋湖駅の近くにも錦秋湖温泉（穴ゆっこ）があったが、老朽化により2022年に営業休止となっている。
自家用車の場合では東北自動車道・北上ジャンクションから秋田自動車道に入り、北上西インターチェンジもしくは湯田インターチェンジで下車後湖畔を並走する国道107号に入る。
（秋田市・横手市方面からは湯田インター下車）。また両インターチェンジの中間には錦秋湖サービスエリアがあり、岩手県道133号ゆだ錦秋湖停車場線により架橋する「天ヶ瀬橋」とともに錦秋湖を一望することも出来る。特に秋の紅葉シーズンには一面赤に染まった山々と錦秋湖の風景を眺めることも可能である。